# Gardabani
Gardabani (georgisch გარდაბანი) ist eine Stadt im Südosten Georgiens.

## Geografie
Sie liegt in der Region Niederkartlien (Kwemo Kartli) und ist Verwaltungssitz der gleichnamigen Munizipalität Gardabani. Gardabani liegt etwa 40 Kilometer Luftlinie südöstlich des Zentrums der Landeshauptstadt Tblissi und gut 10 Kilometer südöstlich der Regionalhauptstadt Rustawi, in der vom Fluss Kura (georgisch Mtkwari) geschaffenen Ebene (georgisch გარდაბნის ვაკე, Gardabnis Wake; „Ebene von Gardabani“), etwa fünf Kilometer von dessen linkem Ufer entfernt. Die Grenze zu Aserbaidschan verläuft knapp zehn Kilometer südöstlich der Stadt.
Gardabani hat etwa 10.753 Einwohner (2014). Die Stadt liegt in einem in erheblichem Maße von Aserbaidschanern bewohnten Teil Georgiens. In der Stadt lebten 2006 etwa 70 % Aserbaidschaner (2006).

## Geschichte
Mit der Eröffnung des entsprechenden Streckenabschnitts der ältesten Bahnstrecke des Landes, der Bahnstrecke Poti–Baku, erhielt Gardabani 1883 Anschluss an die Eisenbahn und einen Bahnhof.
Bis in das 20. Jahrhundert trug der Ort den aserbaidschanischen Namen Karajasy (russische Form, nach der unweit gelegenen mittelalterlichen Festung Karatepe, aserbaidschanisch Qaratəpə). Nach dem Völkermord an den syrischen Christen 1915 flüchteten sich Überlebende aus der anatolischen Region Bohtan ins damals russisch beherrschte Dorf. Die von ihnen mitgebrachte neuaramäische Sprache Bohtan-Neuaramäisch wird heute nur noch in diesem Ort und Umgebung gesprochen. 1947 wurde er in Gardabani umbenannt und erhielt den Status einer ländlichen Siedlung.
In den 1960er-Jahren wurde der Ort als Standort für das Tifliser Wärmekraftwerk (russisch Tibilisskaja GRES) gewählt, das wenige Kilometer westlich entstand. In Folge wuchs die Einwohnerzahl des Ortes schnell, sodass sie 1969 die Stadtrechte erhielt.
Einwohnerentwicklung
| Jahr | Einwohner |
| ---- | --------- |
| 1970 | 9.131     |
| 1979 | 13.661    |
| 1989 | 17.176    |
| 2002 | 11.768    |
| 2014 | 10.753    |

Anmerkung: Volkszählungsdaten

## Wirtschaft
Neben dem Wärmekraftwerk, das die nahe Großstadt Rustawi mit ihrem Stahlwerk sowie die Hauptstadt Tiflis mit Elektroenergie und zum Teil mit Fernwärme versorgt, gibt es Betriebe der Lebensmittel- (Konserven) und Leichtindustrie sowie der Baumaterialienwirtschaft. Die Stadt ist von einem bedeutenden Landwirtschaftsgebiet umgeben, das von Bewässerungskanälen durchzogen ist.

## Verkehr

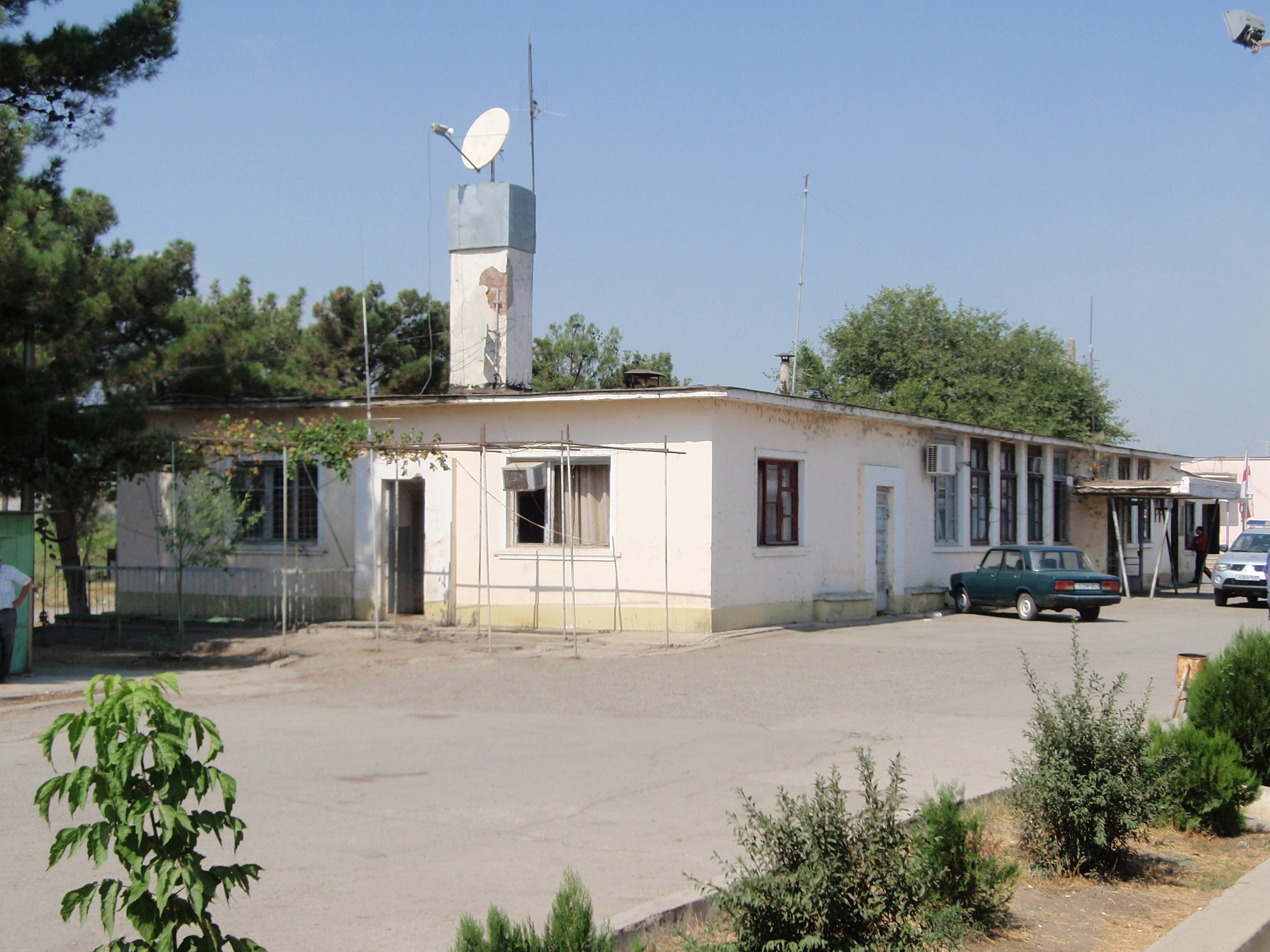
Gardabani, Grenzbahnhof zu Aserbaidschan

Am nördlichen Stadtrand von Gardabani befindet sich an der Bahnstrecke Poti–Baku der georgische Grenzbahnhof für Fahrten von und nach Aserbaidschan.
Straßenanschluss besteht in Richtung Rustawi sowie weiter zu den Dörfern links der Kura bis zur aserbaidschanischen Grenze.

## Söhne und Töchter der Stadt
- Gotscha Dschamarauli (* 1971), georgischer Fußballer
- Mariam Kewchischwili (* 1985), georgische Kugelstoßerin
- Eşqin Quliyev (* 1990), aserbaidschanischer Fußballer
- Awtandil Tschrikischwili (* 1991), Judoka